# Preludio op. 28 n. 2 (Chopin)
Il Preludio op. 28 n. 2  è una composizione per pianoforte scritta da Fryderyk Chopin probabilmente fra il 1831 e il 1832.

## Storia
Il brano fu composto dopo che il musicista, mentre si trovava a Stoccarda nel settembre 1831, aveva appreso del fallimento dell'insurrezione polacca stroncata dalle truppe russe L'epoca della composizione è stata avvalorata dalla principessa Marcelina Czartoryska, polacca come il compositore, sua amica e confidente, che condivideva con lui le ansie e le preoccupazioni per la patria. Lo stato d'animo di profonda crisi provato da Chopin all'epoca della Rivolta di novembre, che fece naufragare le speranze sue e dei suoi connazionali, è fondamentale per comprendere il particolare carattere di questo preludio in La minore. Quanto era successo in Polonia provocò nel musicista dolore, avvilimento, ribellione da cui nacque per primo il celebre Studio "Rivoluzionario" e, in seguito, lo Studio op. 25 n. 11. Il Preludio in La minore è frutto della disperazione e dello scoramento quando erano cadute le ultime speranze.
Il brano è sempre stato poco capito, per non dire osteggiato e denigrato, da ascoltatori e critici per la sua peculiarità drammatica, dolente e desolata, per l'immagine di disperazione morale e soprattutto per le inusitate innovazioni armoniche. Il musicologo Kleczyński arrivò a dire che «il preludio n.2 non dovrebbe essere suonato».André Gide lo definì addirittura "terrificante". Ancora oggi rimane il Preludio meno eseguito di tutto il ciclo.

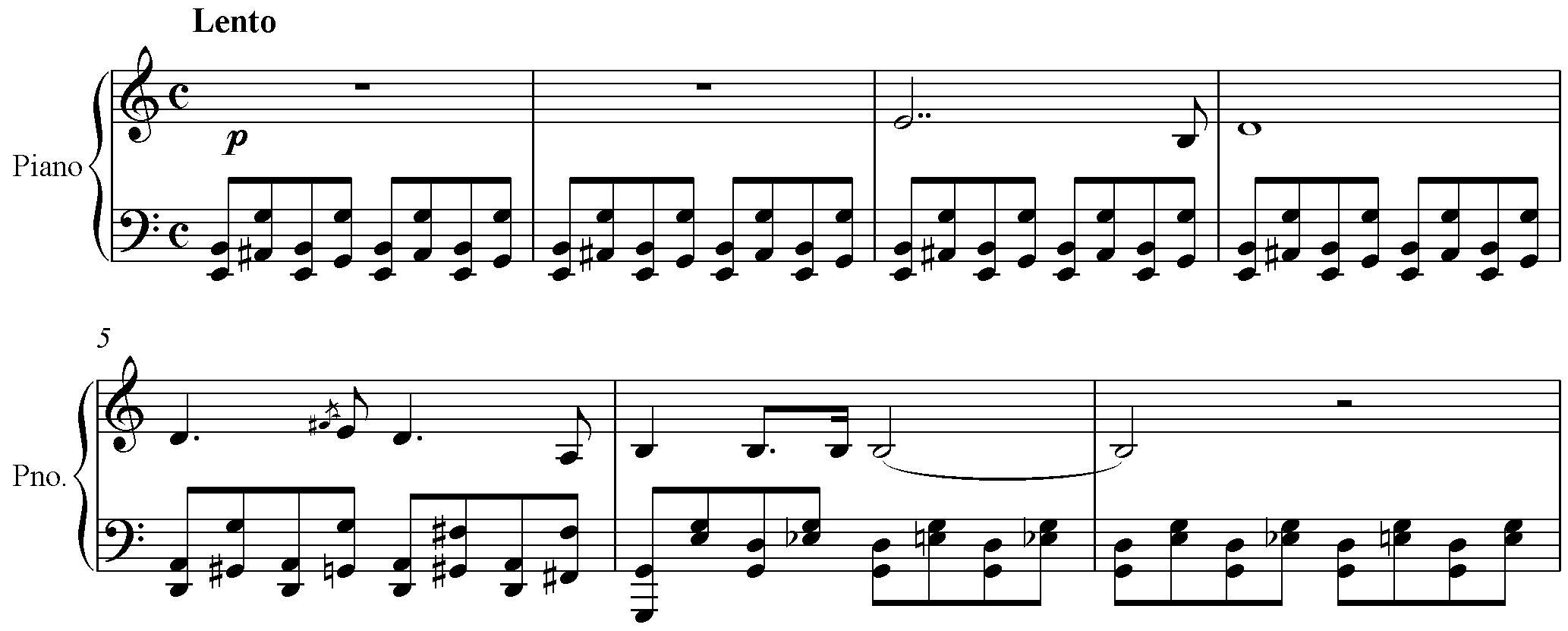
Le prime sette battute del Preludio in La minore

Comunque, al di là delle critiche, Franz Liszt per primo aveva già intuito la particolarità di questa composizione scrivendo che vi fosse sì qualcosa di aspro nella sua musica, ma che era espresso «con l'arditezza delle armonie». In tempi più recenti la critica musicale ha riconosciuto l'importanza della composizione. Quella che era stata sempre considerata la più problematica delle opere di Chopin, oggi viene vista come «una gemma, uno degli apici dell'intuizione musicale» che «anticipa la concezione impressionistica della sonorità» Chomiński vi ha ravvisato una visione quasi profetica di quella che sarà la musica del futuro, infatti Chopin con questo preludio va oltre il suo tempo di diverse decine di anni, emancipando la dissonanza e superando in tal modo la tonalità. Comprensibilmente, nell'ottocento questo preludio non poteva assolutamente essere compreso.

## Analisi
Il brano si discosta non solo dagli altri preludi, ma da tutte le composizioni chopiniane; la melodia, elemento fondamentale nella musica del compositore, qui quasi non esiste, è frammentaria, senza sviluppo, costituita da un'unica frase di cinque battute che viene ripetuta altre due volte, variando il ritmo; nelle breve Coda finale è ancora presente, accorciata ed espressa come un accenno; le pause che distanziano le varie ripetizioni sono sempre diverse rendendo così la musica ansante nel suo carattere asimmetrico, La potenzialità espressiva, intensa e drammatica, di una simile scrittura è ben lontana dalle composizioni tradizionali e poteva, a ben vedere, provocare disagio nei contemporanei.
La parte che più sconcertò gli ascoltatori è però quella relativa all'accompagnamento. Un continuo susseguirsi di ottave diminuite, con un effetto quasi stridente, mai utilizzate fino ad allora nelle composizioni, hanno un effetto inquietante. A questo si deve aggiungere l'ambiguità armonica dovuta a una tonalità principale che si manifesta solo alla quattordicesima battuta su un totale di 23, che, unita all'utilizzo di sonorità desolate, sfaldate, ma dure, rivelano già una visione futura di quella che sarà un nuovo utilizzo del suono, poi espresso dalla musica impressionistica.